# 549648 Shirokov
549648 Shirokov è un asteroide della fascia principale. Scoperto nel 2011, presenta un'orbita caratterizzata da un semiasse maggiore pari a 2,6434783 au e da un'eccentricità di 0,1893470, inclinata di 10,52005° rispetto all'eclittica.